# Basta (Schotland)
Basta is een dorp in Shetland in Schotland. Het ligt aan de kust van de Basta Voe, een voormalige aanleghaven en een leefgebied voor otters. Een bezienswaardigheid is het Haa of Udhouse ("Huis van Udhouse") dat uitziet over de baai.

## Foto's

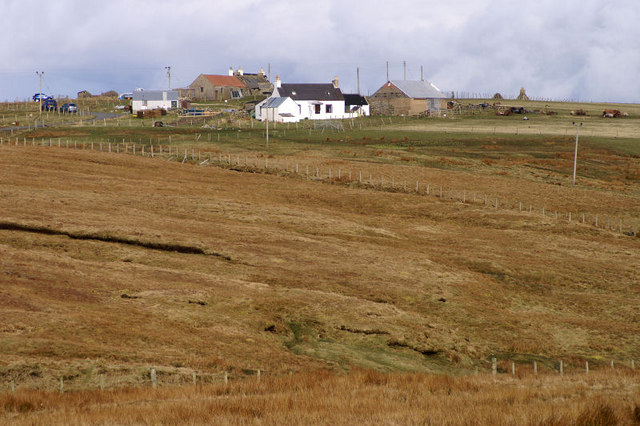
Basta (Shetland)

- Foto van het Haa of Udhouse